# Церковь Архангела Михаила (Гундоровский)
Церковь Архангела Михаила  — православный храм в станице Гундоровская Области Войска Донского.

## История
Постройка первого храма в станице Гундоровской относится к концу XVII — началу XVIII веков. В 1749 году вместо обветашавшей церкви была построена новая деревянная, которая была освящена 5 июня 1750 года.
В 1765 году, в связи с переносом станицы на новое место из-за разлива реки, существующий деревянный храм также решено было перенести. Заложено третье по счёту здание Архангельской церкви было 14 мая 1766 года. Построена в 1767 году и освящена 2 июня этого же года.
В 1784 году станица Гундоровская снова переместилась на новое место, с ней — и церковь. Новое здание церкви было деревянное, увеличенное в размере, с колокольней из дубового леса. Была освящена 2 июня 1786 года. 9 августа 1843 года церковь Архангела Михаила сгорела до основания. Вместо сгоревшей церкви была построена новая на кладбище, освящённая 13 декабря 1843 года.
К этому времени станичники уже построили в Гундоровской на новом месте каменную Успенскую церковь. Архангельская церковь осталась на кладбище с переименованием этого места в хутор Михайловский. В 1870 году она была отремонтирована и обнесена каменной оградой.
До наших времён не сохранилась, на её фундаменте в советское время стояла Михайловская школа.